# Cixius leucoescatia
Cixius leucoescatia är en insektsart som beskrevs av Costa 1834. Cixius leucoescatia ingår i släktet Cixius och familjen kilstritar.
Artens utbredningsområde är Italien. Inga underarter finns listade i Catalogue of Life.